# Corte di cassazione

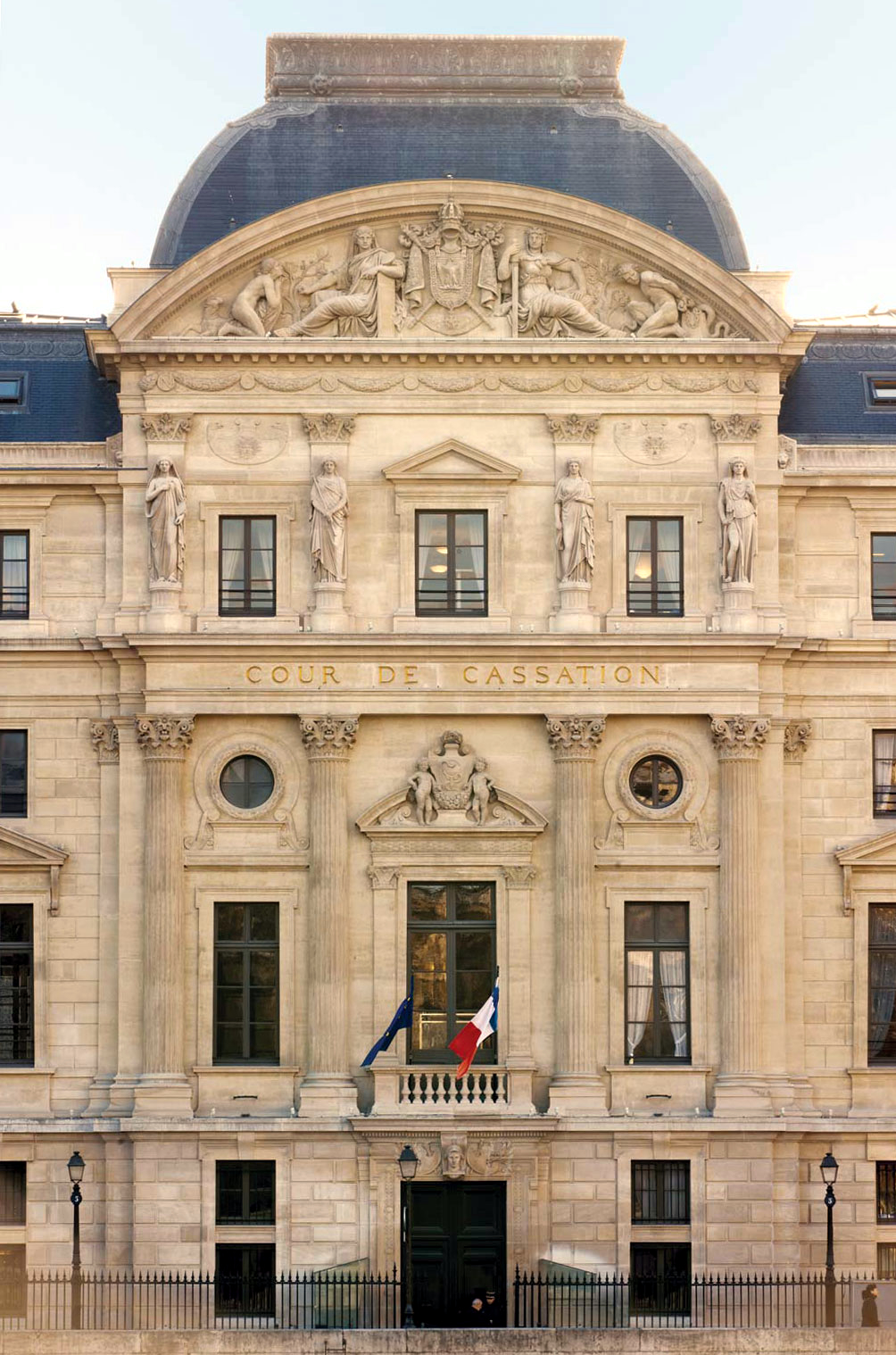
La sede della Corte di cassazione francese a Parigi

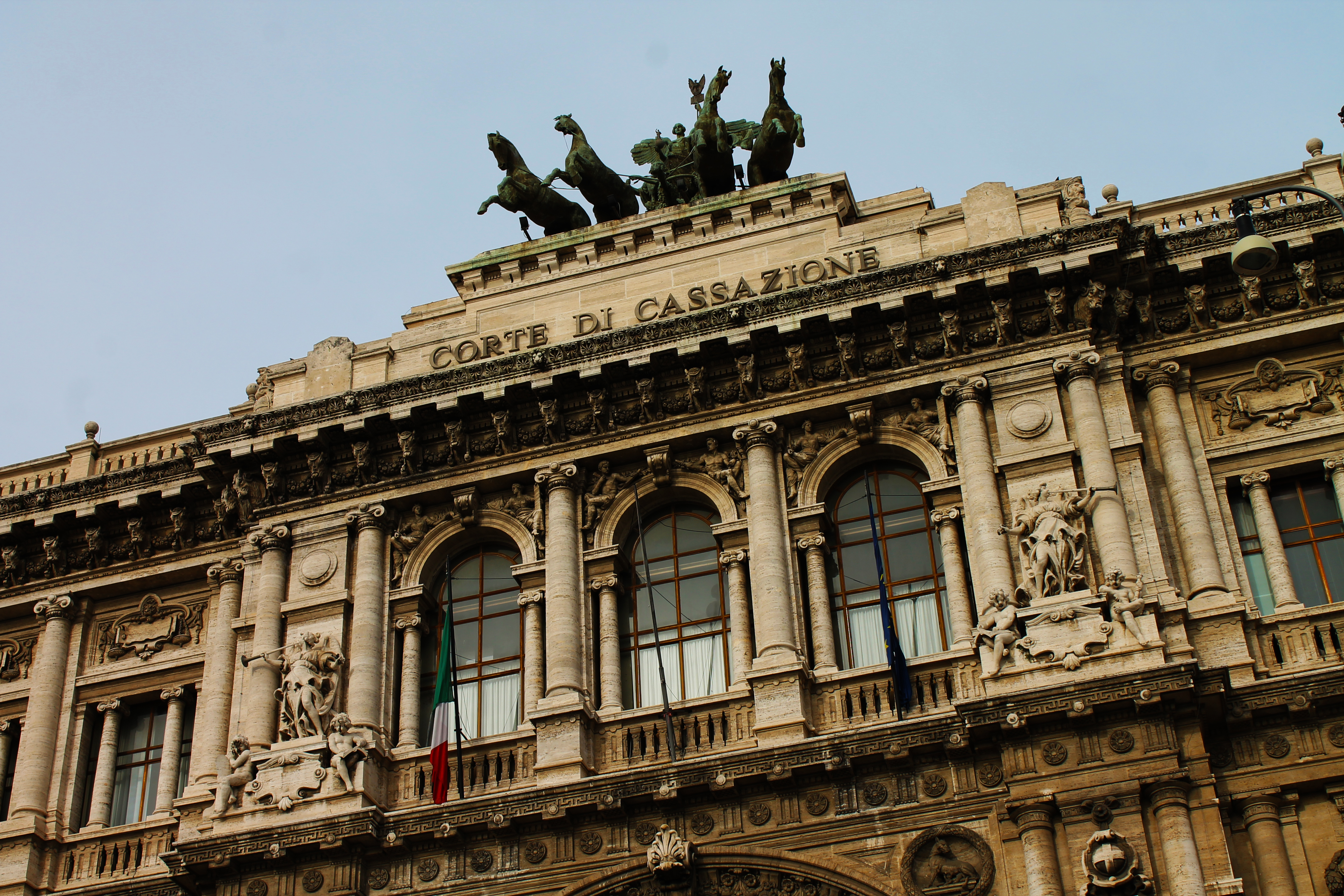
Il Palazzo di Giustizia di Roma, sede della Cassazione italiana

La Corte di cassazione è una corte suprema, organo al vertice del potere giudiziario nell'ordinamento giuridico di riferimento.
Nata in Francia, è stata adottata successivamente da diversi stati a ordinamento di diritto romano-germanico che ne seguono il modello, tra cui l'Italia (dove dal 1923 la denominazione ufficiale è Corte suprema di cassazione). Altri stati sono il Belgio, l'Albania, il Libano, la Romania e vari ex possedimenti francesi divenuti indipendenti (Gabon, Costa d'Avorio, Senegal, Tunisia, Haiti, ecc.).

## Storia
Nel 1578 nel Regno di Francia venne istituito il Conseil des parties, come una sezione speciale del Consiglio del re, per assicurare e conservare la legge. Ma l'assemblea legislativa volle creare qualcosa di nuovo sulla base della filosofia espressa da Montesquieu prima e Rousseau poi. Questa concezione ebbe una base razionale nel decreto dell'Assemblea nazionale costituente del 1º maggio 1790 col quale veniva sancito all'articolo 3 che vi sarebbero stati soltanto due gradi di giurisdizione in materia civile. Ciò escludeva che la cassazione potesse essere giudice di terzo grado. 
Fu così che nacque con il decreto 27 novembre 1790 il Tribunal de Cassation, inizialmente posto sotto lo stretto controllo del Corpo legislativo: i rivoluzionari, infatti, temevano che un organo giurisdizionale indipendente avrebbe potuto interpretare il nuovo diritto, instaurato dalla Rivoluzione, secondo gli interessi delle vecchie classi dominanti; per questo motivo fu addirittura previsto che, ove l'interpretazione della legge fosse controversa, il Tribunal de cassation avrebbe dovuto sottoporre la questione al Corpo legislativo, procedura questa, nota come référé législatif, che si sarebbe ben presto rivelata impraticabile e fu abolita nel 1804 con il Code Napoléon, che riformò anche il nome dell'organo.

## Descrizione
Negli ordinamenti giuridici contemporanei è giudice di legittimità, nel senso che non riesamina tutti gli aspetti della causa ma si limita a verificare la corretta applicazione delle norme del diritto, sostanziale e processuale, da parte del giudice che ha pronunciato la decisione impugnata, ignorando invece le questioni di fatto; nel caso rilevi un'errata applicazione del diritto, la corte cassa (cioè annulla) la decisione impugnata e, se è il  caso, rinvia la causa al giudice competente, stabilendo il punto di diritto al quale deve attenersi. In altri ordinamenti, invece, tra i quali quello germanico, la corte suprema è giudice di merito, poiché riesamina tutti gli aspetti, di diritto e di fatto, della causa: in questo caso il ricorso alla corte suprema dà luogo a un ulteriore grado di giudizio, non diverso dai precedenti, in esito al quale la corte si pronuncia con una decisione che conferma o sostituisce quella impugnata.